# Lunetă astronomică

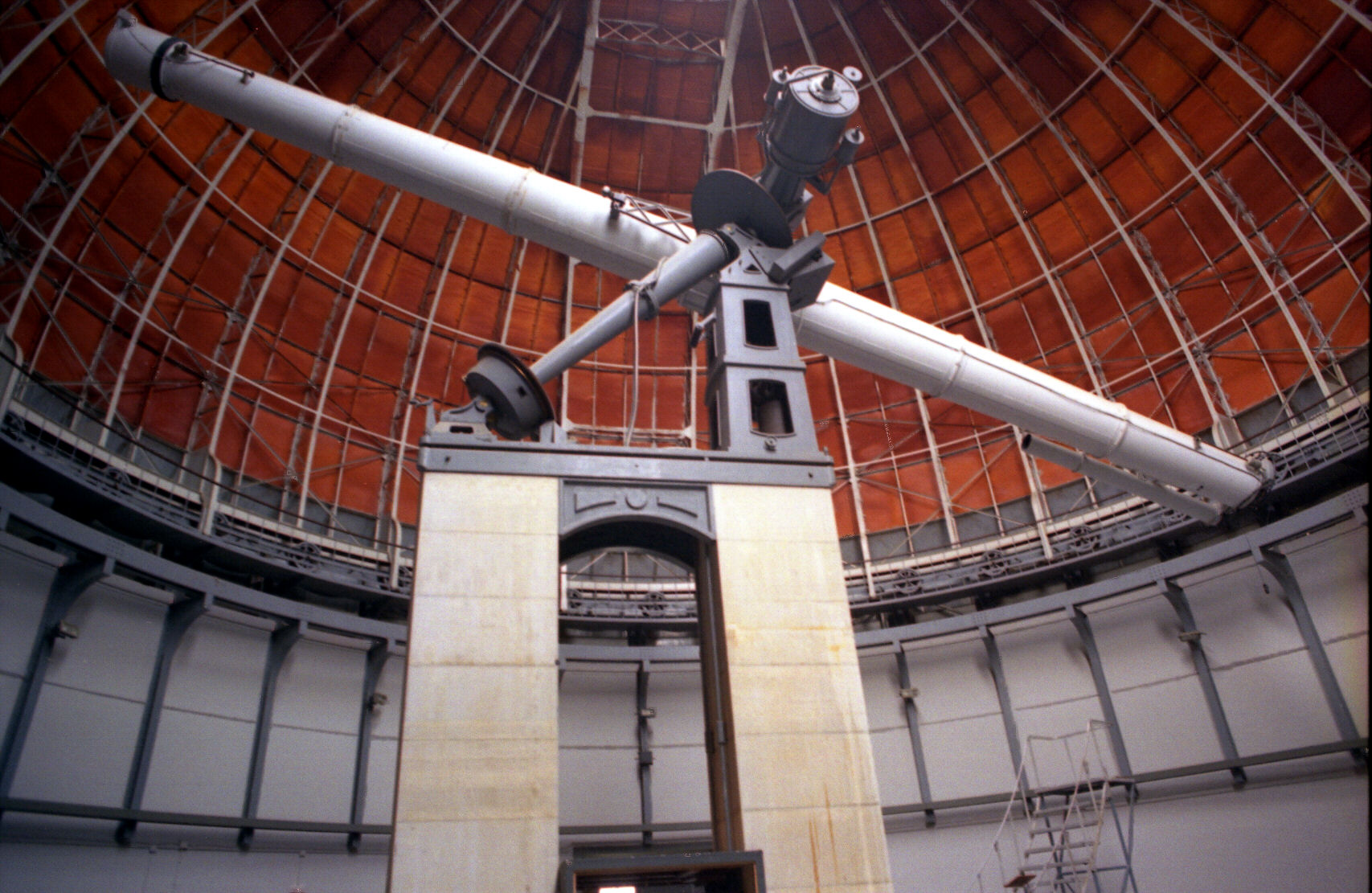
Marea lunetă de la Observatorul din Nisa.

O lunetă astronomică este un instrument optic, alcătuit din mai multe lentile, care permite creșterea mărimii aparente și a luminozității obiectelor cerești în timpul observării lor. Cu ajutorul lunetei astronomice, se mărește unghiul sub care se vede un corp îndepărtat, astfel încât să se distingă mai multe detalii ale acestuia.

Luneta este compusă din două elemente optice: obiectivul și ocularul. Obiectivul este compus dintr-o combinație de lentile. Ocularul este de dimensiuni mult mai mici și este construit și el dintr-o combinație de lentile.

Întrucât luneta astronomică se bazează pe refracția luminii este cunoscută și sub numele de telescop refractor (în engleză refracting telescope), sau pur și simplu: refractor, în opoziție cu telescoapele bazate pe reflexia luminii (realizată cu obiective construite din oglinzi parabolice sau sferice), cunoscute și sub numele de telescoape reflectoare (în engleză reflecting telescope).

## Istoric

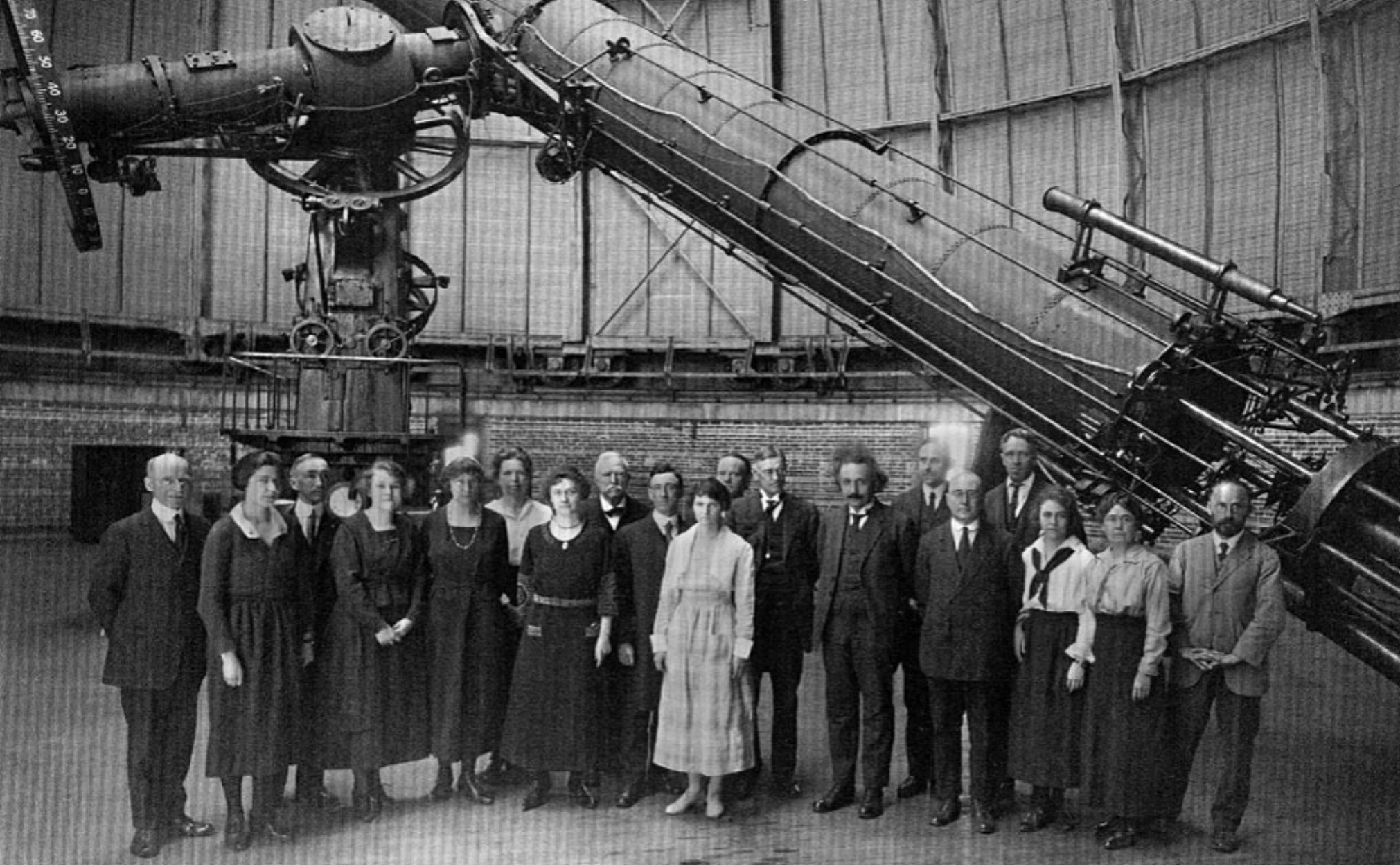
Cea mai mare lunetă astronomică acromatică, încă în folosință, are diametrul obiectivului de 102 cm și se află la Observatorul Yerkes. Fotografie din anul 1921.

Invenția lunetei nu este precis atribuită.
Unele scrieri ale lui  Leonard Digges lasă să se presupună că acesta pusese la punct un prototip încă în anii 1550, însă primele exemplare explicit descrise ar proveni din Italia (pe la 1590) sau din nordul Europei (Țările de Jos, pe la 1608). Giambatista della Porta a menționat-o în lucrarea sa Magia naturală (1589):
„Lentilele concave fac să se vadă foarte clar lucrurile îndepărtate, lentilele convexe cele apropiate; vei putea profita de acest lucru pentru confortul vederii. Cu lentila concavă, vezi lucrurile îndepărtate mici, dar clare, cu lentila convexă vezi obiectele apropiate mai mari, dar neclare. Dacă ai ști să combini, în mod corect, cele două lentile, ai vedea mărite și clare lucrurile îndepărtate și cele apropiate.”
Cartea lui Della Porta i-a îndrumat, fără îndoială, pe artizani, dar contextul lasă să se înțeleagă că Della Porta se gândea mai ales la corecția vizuală, principiul combinării lentilelor convexe și concave în acest scop fiind cunoscut încă din Antichitate. Nu există nicio dovadă că Della Porta ar fi văzut, cu atât mai puțin fabricat, o lunetă măritoare. Cu toate acestea, Della Porta va pretinde paternitatea invenției douăzeci de ani mai târziu, într-o scrisoare adresată lui Federico Cesi.
Anul 1590, pentru o primă lunetă funcțională, este de altfel puțin probabil: pe de o parte tehnicile de lustruire a lentilei erau foarte rudimentare înainte de 1600, iar pe de altă parte instrumentul ar fi rămas confidențial mai mult de 15 ani, în timp ce instrumentele funcționale de la începutul secolului al XVII-lea au avut un succes imediat și fulgerător.
Mai multe persoane au căutat să obțină brevetul invenției: Hans Lippershey, care a făcut o demonstrație concretă a unei lunete terestre cu  grosismentul 3, la sfârșitul lunii septembrie 1608, Sacharias Jansen care ar fi vândut una la târgul de toamnă de la Frankfurt. Jacques Metius a fost susținut de către Descartes, care vorbește despre invenția aceasta la începutul lucrării Dioptrique (1637):
„Dar, spre rușinea oamenilor noștri de știință, această invenție, atât de utilă și de admirabilă, nu a fost mai întâi aflată decât prin experiență și întâmplare. Acum vreo treizeci de ani, un anume Jacques Metiusdin orașul Alcmaar în Olanda, bărbat care nu studiase niciodată, deși avusese un tată și un frate care și-au făcut profesie din matematici, dar care avea o plăcere deosebită din a face oglinzi și lentile arzătoare, formându-le iarna chiar din gheață, astfel că experiența a arătat ce se poate face cu acestea, având cu această ocazie mai multe lentile de diferite forme, s-a gândit din fericire să privească prin două, dintre care una era mai groasă la mijloc decât la extremități, iar cealaltă, din contra, mult mai groasă la extremități decât la mijloc, și le-a așezat atât de fericit la capetele unui  tub, încât prima dintre lunetele de care vorbim, a fost compusă.”
Îndată ce luneta terestră a fost cunoscută și a început să se răspândească, mai multe persoane, între care Thomas Harriot și Christoph Scheiner, au îndreptat-o spre cer, la începutul lui 1609, pentru a vedea astrele. Însă Galileo Galilei, începând din august 1609  a stabilit, pentru prima oară, cu adevărat, luneta ca instrument de observație astronomică, prin mulțimea observațiilor sale cerești și, mai ales, prin privirea nouă ce țintea cerul și obiectele pe care le observa: se mira de fenomenele pe care le vedea și le studia. Și-a construit propriile lunete și le-a dat mai întâi grosismente de șase în loc de trei, pentru a ajunge, în mod progresiv, la 20, iar apoi la 30.
Prima reprezentare artistică a lunetei astronomice se datorează lui Jan Brueghel cel Bătrân; în tabloul „Peisaj spre castelul Mariemont”, arhiducele Albert de Habsburg ține instrumentul.
Cea mai mare lunetă astronomică, încă în folosință, cu diametrul obiectivului de 40 de țoli (101,60 cm) de la Observatorul Yerkes, a fost construit la sfârșitul secolului al XIX-lea.

## Construcție
Luneta astronomică este alcătuită dintr-un tub închis, numit „tub optic” ce conține sistemul optic (în principal obiectivul și ocularul), montura și un trepied sau stativ.

### Obiectivul
Un obiectiv este un sistem optic constituit dintr-un ansamblu de lentile optice simple sau compuse (dublete sau triplete) din sticlă organică sau minerală care formează o succesiune de dioptrii sferice, asferice sau plane, care caracterizează primul element al unui instrument optic ce primește razele luminoase emanate de un obiect (de unde și originea etimologică a cuvântului).
Razele luminoase, ieșite din acest obiect observat în depărtare traversează obiectivul și formează o imagine reală 
Când obiectul este situat la mare distanță, la infinit, imaginea se formează în focarul  imagine al obiectivului. În cazul în care obiectivul este simplu și puțin gros, focala este sensibil egală cu distanța care separă focarul de centrul obiectivului. Pentru același obiect observat, cu cât focala este mai lungă, cu atât imaginea este mai mare.

### Ocularul

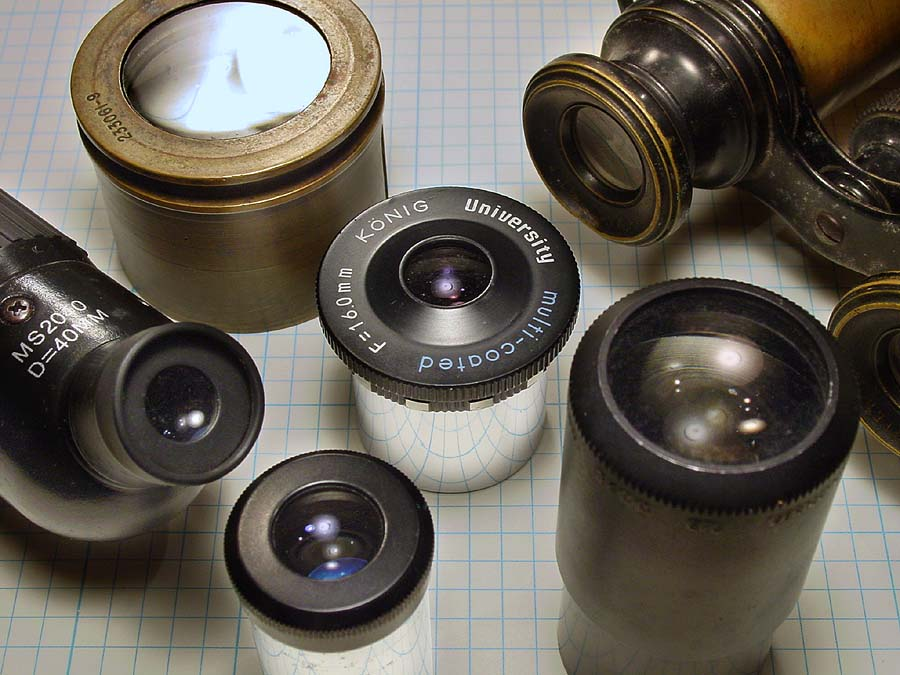
O colecție de diferite oculare.

Un ocular este un sistem optic complementar obiectivului. Este folosit în instrumente optice cum sunt microscoapele sau lunetele și telescoapele, pentru a mări imaginea produsă în planul focal al obiectivului. Un ocular este o lupă perfecționată pentru producerea unei imagini la infinit, adică o imagine clară fără acomodarea ochiului, și cu cât mai puține aberații optice posibile.

### Tubul optic
Obiectivul și ocularul sunt dispuse la câte un capăt al tubului. Tubul poate fi fix sau telescopic, cum este cazul ocheanelor folosite în marină. Ocularul, cum indică denumirea sa, este situat în partea dinspre ochiul privitorului, și este de mici dimensiuni. Obiectivul este situat la celălalt capăt al tubului, și este, în general, de o dimensiuni mai mari decât ocularul.
Primele lunete folosite pentru apropiere, terestre și astronomice, posedau un obiectiv convex și un ocular concav (a se vedea descrierea făcută de Descartes, mai sus) datorat în principiu întâmplării inventării lor. Cele mai recente lunete (a se vedea descrierea de mai jos) au atât obiectivul cât și ocularul convexe.

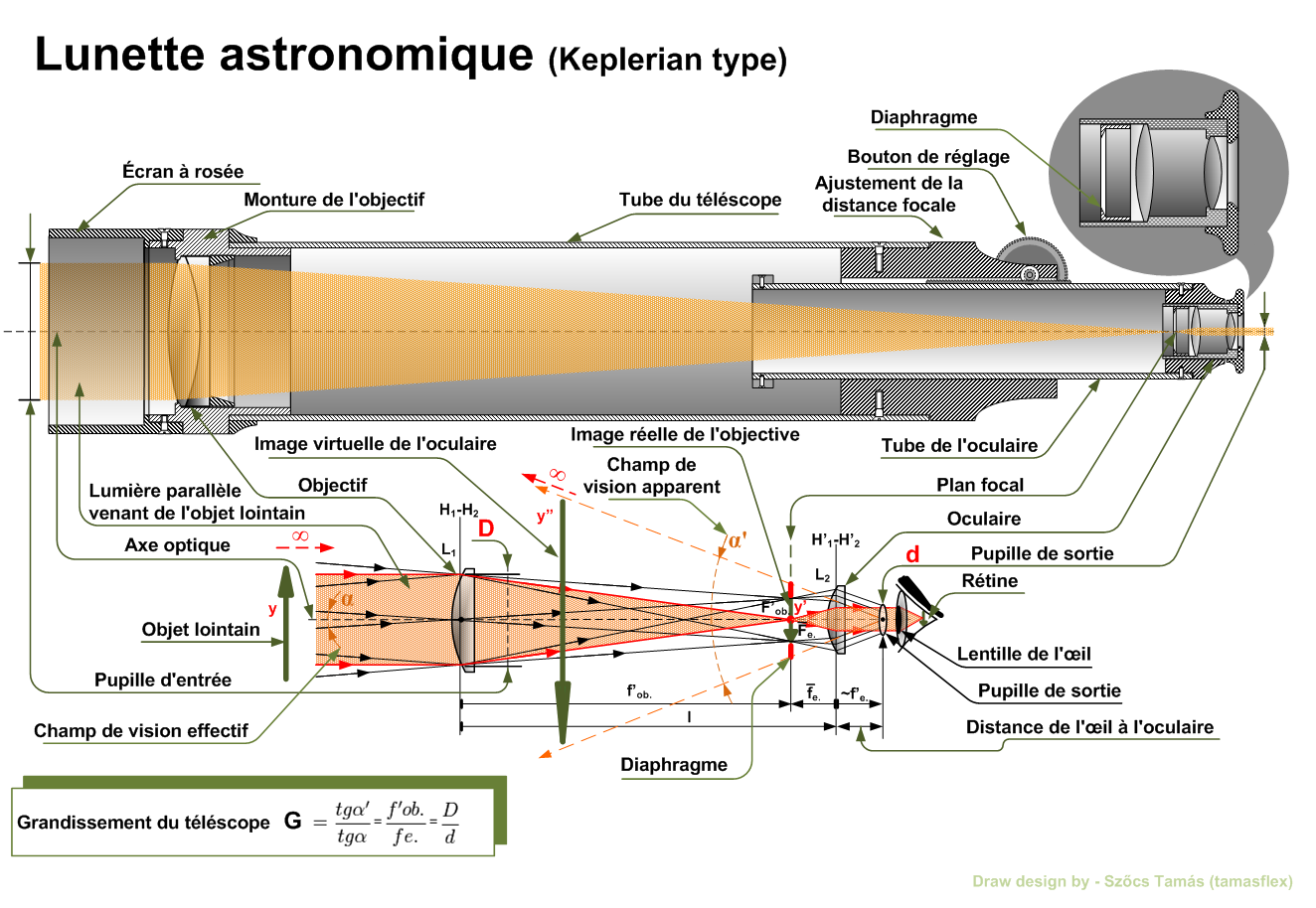
Schema unei lunete astronomice.

Cele două sisteme își păstrează fiecare avantajele. Ocularul concav dă o imagine dreaptă permițând folosirea instrumentului ca lunetă terestră sau marină și o scurtare a „tubului optic” în raport cu focala obiectivului. Asamblarea a două lunete de mici dimensiuni au creat aparatul numit „binoclul lui Galilei” (folosit la teatru, datorită slabelor sale performanțe). În cazul ocularului concav, se obține o răsturnare a imaginii (sus și jos / stânga și dreapta) și o alungire  în raport cu lungimea focalei obiectivului. Folosirea instrumentului ca lunetă astronomică nu este deranjată ca urmare a acestor consecințe. Dimpotrivă, folosirea terestră sau marină a impus un tub telescopic și un sistem optic de redresare a imaginii, numit „vehicul” compus dintr-un dublet sau dintr-un număr par de prisme (care permite plierea, micșorarea obiectului) în cazul lunetei cu prisme sau a binoclului de marină. O lunetă astronomică poate fi folosită pentru observații terestre adaptându-i, de exemplu o „prismă Amici”, pentru redresarea imaginii. 

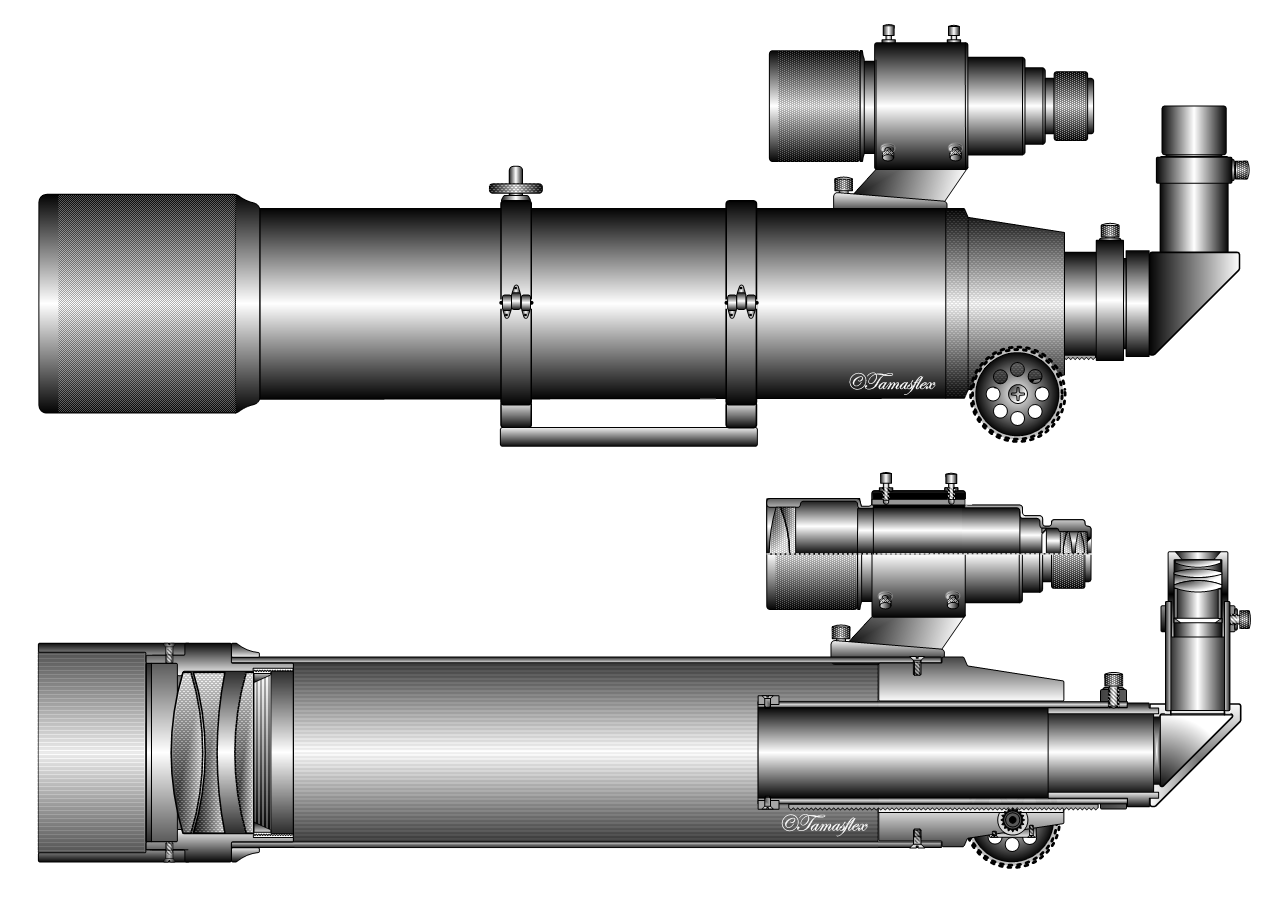
Lunetă astronomică
(Refractor apocromatic)

Se poate construi o lunetă simplă cu două lupe: una cu diametrul mare și distanța focală lungă, obiectivul, și una cu diametrul mic și distanța focală scurtă, ocularul. Obiectivul și ocularul constituie două sisteme optice convergente, cu alte cuvinte concentrează (focalizează) razele de lumină. Aceste două sisteme convergente au drept caracteristici principale diametrul și distanța focală. Distanța focală este distanța dintre centrul sistemului optic convergent (de exemplu centrul lentilei unei lupe) și focar (punctul unde converg razele luminoase paralele provenind de la « infinit »).
Lunetele astronomice moderne au toate obiectivele și ocularele alcătuite din mai multe lentile. Într-adevăr, o lentilă simplă nu are o calitate acceptabilă decât sub anumite condiții. Anumite defecte ale lentilelor se pot corecta sau diminua alăturând mai multe lentile construite din sticle cu indici de refracție diferiți; se creează astfel dublete (acromatice) sau triplete (apocromatice) care sunt lipsite de defecte optice pe plaje mai mari.
- Cel mai întâlnit model este cel acromat; nu toate aberațiile cromatice sunt complet înlăturate.

- Modelul al doilea este cel apocromat; majoritatea aberațiilor cromatice sunt corectate.

Grosismentul G al unei lunete este dat de formula matematică: {\displaystyle G={\frac {\alpha '}{\alpha }}}, unde {\displaystyle \alpha '} este unghiul sub care se vede imaginea finală a obiectului, prin lunetă, iar {\displaystyle \alpha } este unghiul sub care se vede obiectul cu ochiul liber.
Pentru ușurința  observării corpurilor cerești aflate la zenit, se atașează o oglindă zenitală sau o prismă, în fața ocularului. 
Tot în fața ocularului, se pot așeza așa-numite lentile Barlow, care multiplică puterea de mărire a acelui ocular cu 2 sau cu 3. Însă în același timp, lentila Barlow scade câmpul vizual al ocularului.

#### Calcularea puterii de mărire
Distanța focală a ocularului determină puterea de mărire a lunetei. Pentru a afla puterea de mărire a lunetei se împarte distanța focală a acesteia la distanța focală a ocularului. De exemplu, o lunetă are distanța focală de 1.000 de milimetri, iar ocularul are distanța focală de 20 de milimetri: 1.000:20=50. Prin urmare, în acest caz, obținem o putere de mărire de 50 de ori. Alt exemplu: Distanța focală a lunetei este de 1000 de milimetri, iar ocularul are distanța focală de 6 milimetri; 1.000:6=166,66. În acest caz se obține o putere de mărire de circa 167 de ori.
În general, puterea de mărire nu trebuie să fie mai mare decât dublul diametrului obiectivului, exprimat în milimetri. Astfel, dacă o lunetă astronomică are obiectivul cu diametrul de 90 mm, puterea maximă de mărire este de 180 de ori.

### Focalizatorul
Focalizatorul (în unele lucrări este denumit, ca și în engleză focuser) este un dispozitiv care permite focalizarea imaginii. La lunetele astronomice, este montat în tubul optic, pe partea opusă a obiectivului. Ocularul se montează în focalizator. Acesta mișcă ocularul înainte și înapoi, cu ajutorul unei roți dințate sau a unei cremaliere.
 Focalizatorul trebuie să funcționeze lin, fără smucituri. La instrumentele astronomice actuale, focalizatoarele sunt folosite cu oculare având formatul de 1,25" sau formatul de 2".

### Alte accesorii
Luneta astronomică poate fi dotată și cu alte accesorii, în funcție de obiectul ceresc care se dorește să fie observat: filtru solar, filtru lunar, alte filtre colorate.
Atenție! Să nu se privească niciodată Soarele direct prin luneta astronomică / telescop / binoclu! Este necesară așezarea unui filtru solar adecvat, în fața obiectivului! În caz contrar, pierderea vederii este iremediabilă! În locul folosirii filtrelor așezate în fața obiectivului, o altă variantă sigură este proiectarea imaginii solare pe un ecran.
O lunetă astronomică poate fi folosită, cu succes, pentru observații terestre, prin atașarea unei prisme redresoare de imagine, de exemplu, de tip Amici.

### Căutătorul
Pe tubul optic se atașează un așa-numit „căutător”, care este o mică lunetă, cu sau fără dioptrii și care ajută la găsirea obiectului ceresc. Instrumentul este dotat, pentru ușurința folosirii, cu punct roșu (LED) sau cu reticule. 
Căutătorul trebuie să fie aliniat cu tubul optic, înainte de începerea observațiilor.

### Montura

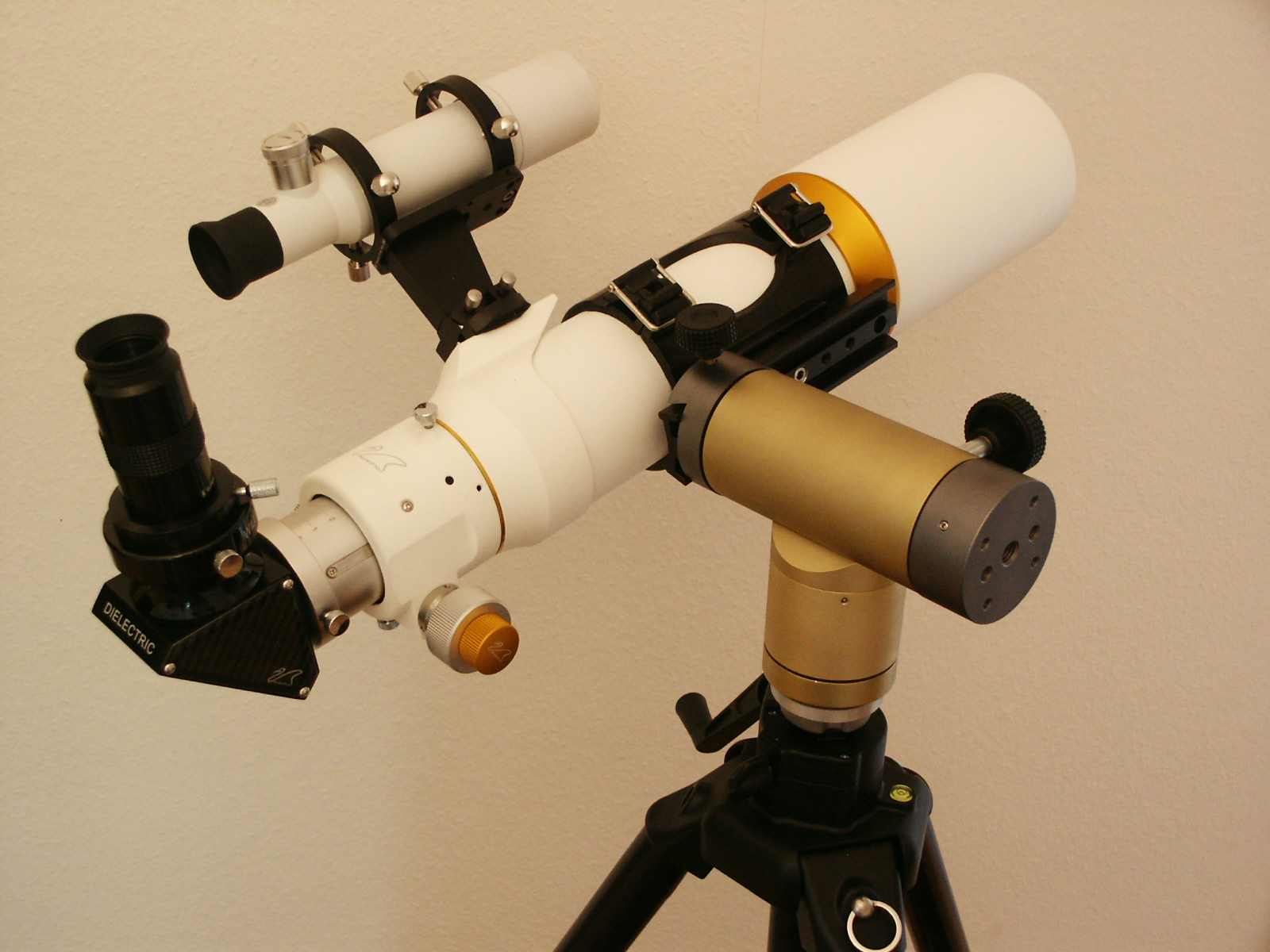
Lunetă astronomică
pe o montură altazimutală.

Lunetă astronomică echipată cu un „căutător” și cu un aparat fotografic cu focală mare, pe același ax,
pe o montură ecuatorială.

La lunetele astronomice se folosesc două categorii de monturi: monturi altazimutale și monturi ecuatoriale.
- Monturile altazimutale permit mișcarea tubului optic în direcțiile sus - jos și dreapta - stânga.
- Monturile ecuatoriale permit urmărirea corpului ceresc odată cu mișcarea aparentă a acestuia pe bolta cerească. Monturile ecuatoriale mai ieftine, EQ1 și EQ2 sunt mai sensibile la vibrații, iar monturile ecuatoriale mai scumpe, EQ3, EQ4, EQ5, ..., EQ8 sunt mult mai stabile. Dacă axa monturii este îndreptată spre Polul Nord Ceresc (~Steaua Polară), aceasta este paralelă cu axa Pământului.[11]

Montura ecuatorială a lunetei trebuie orientată spre Polul Nord Ceresc (~Steaua Polară). Monturile ecuatoriale permit setarea latitudinii geografice a locului de observație. După această operație, se poate începe observarea obiectelor cerești, dar fără a se mișca din loc trepiedul. Pentru a păstra în câmpul vizual corpul ceresc sunt necesare doar mișcări ale ascensiei drepte și declinației.
Pe monturile ecuatoriale superioare (de la EQ3 în sus), în general, se pot atașa motorașe electrice care ușurează activitatea astronomului. În această situație, luneta astronomică poate fi controlată printr-un PC, eventual prin Internet.
De montură se atașează și o contragreutate, pentru echilibrarea sistemului tub optic - montură.
Monturile altazimutale și ecuatoriale se întâlnesc și la telescoapele propriu-zise (telescoapele reflectoare). Telescoapele pot fi așezate și pe o „montură Dobson” sau „Rockerbox”, care este mult mai simplă și mai ieftină, dar stabilă. Însă această montură nu poate fi așezată direct pe sol, ci pe o masă, mai rar pe un trepied.

### Trepiedul
Trepiedul este stativul pe care se așază montura lunetei astronomice. Trepiedele sunt construite, de obicei, din aluminiu sau din oțel, acestea din urmă fiind mai stabile și mai puțin sensibile la vibrații. Trepiedele sunt extensibile, putându-se regla pentru diferite înălțimi. Pe trepied se montează o tăviță pentru păstrarea ocularelor și altor accesorii, la îndemână, în timpul observațiilor.

## Lunetă și telescop
Un telescop se diferențiază de o lunetă astronomică :
- luneta astronomică are un obiectiv compus dintr-un ansamblu de lentile
- obiectivul telescopului este construit dintr-o oglindă parabolică sau sferică.

Trebuie notat riscul de confuzie în folosirea și traducerea cuvântului telescop, îndeosebi în cursul consultării documentațiilor redactate în limba engleză. Într-adevăr, în această limbă, cuvântul telescope este folosit atât pentru a denumi „luneta astronomică” (se vorbește atunci despre refracting telescope) cât și pentru telescop (se vorbește despre reflecting telescope).
Astronomii amatori constructori reușesc mai ușor realizarea unei oglinzi de dimensiuni medii  (cu un diametru în jur de 200 mm), iar instrumentul pasionaților neprofesioniști este, prin urmare, telescopul.

### Avantajele telescopului
Avantajele telescopului, comparativ cu luneta astronomică, sunt: 
- posibilitatea construirii obiectivelor de diametre mari;
- lipsa aberațiilor cromatice;
- efecte de difracție mai mici;
- putere separatoare și grosisment superior;
- la același diametru al obiectivelor, telescopul este mai ușor și mai ieftin.[11]

### Avantajele lunetei astronomice
Comparativ cu telescopul, luneta astronomică are ca avantaje:
- imagini mai clare;
- contrastul imaginii este mai bun, chiar la puteri de mărire mai mari;
- tubul optic al lunetei astronomice este mai ușor de întreținut, întrucât este etanș;
- telescoapele au nevoie de unele reglaje în plus.[11]

### Alegerea instrumentului
În general, un astronom amator, când dorește să achiziționeze sau să-și construiască o lunetă sau un telescop, se interesează de diametrul obiectivului (lentilă sau, respectiv oglindă). Cu cât diametrul obiectivului este mai mare, cu atât instrumentul va capta mai multă lumină și, prin urmare, corpurile cerești observate vor fi mai strălucitoare și se vor observa mai multe detalii.

#### Ce se dorește să se observe cu luneta astronomică?
- Obiecte din Sistemul nostru Solar?

Răspuns: De ales o lunetă cu distanță focală lungă și obiectiv cât mai mare.
- Obiecte de pe cerul profund (în engleză deep-sky object)?

Răspuns: De ales o lunetă cu obiectiv cât mai mare.